# Аболіціоністська література
Аболіціоні́стська літерату́ра (лат. abolitio — усунення, відміна) — течія в літературі та публіцистиці США, ідейно пов'язана з аболіціонізмом — впливовим суспільно-політичним рухом 1-ї половини XIX ст., що ставив завдання негайного скасування рабовласництва в країні та боротьби проти расизму, дискримінації та сегрегації чорношкірих. Він зіграв значну роль як у створенні та діяльності так званої «підпільної залізниці», так і у формуванні суспільної думки напередодні та протягом Громадянської війни у США. Набираючи з 1820-х років загальнонаціональних масштабів, цей рух розгортається насамперед в північних вільних від рабства штатах, зокрема, в Новій Англії. Його головними осередками стають міста Бостон, Філадельфія, Нью-Йорк. 1833 створюється Американське аболіціоністське товариство. У широкому сенсі слова можна говорити про аболіціоністський пафос творчості майже всіх помітних на той час літераторів-північан, тоді як південці захищали рабовласництво, що лежало у підґрунті всього економічного, соціального та культурного життя регіону.
З середини 1840-х років антирабовласницькі ноти лунають у промовах метрів американського трансценденталізму Г. Д. Торо (1817—1862) та Ральфа Волдо Емерсона (1803—1882), органічно входячи до їхньої концепції громадянської непокори. Ця проблематика посідає значне місце у доробку відомих поетів доби Вільяма Каллена Браянта (1794—1878), який підтримував аболіціоністів у редагованій ним впродовж півстоліття нью-йоркській газеті «New York Post»; Генрі Лонгфелло (1807—1882), зокрема у знаменитому циклі «Поезії про рабство» (1842): Джеймса Лоуелла (1819—1891); Волта Вітмена (1819—1892) з його універсально-космічним демократизмом. Для деяких представників красного письменства та журналістики аболіціонізм став справою всього життя, невіддільною від їхньої творчості.
Переглядаються застарілі уявлення про цей рух, зокрема, про літературу, що створювалася в його межах. Якщо раніше негри — як вільні, так і раби, — вважалися скоріш об’єктом докладання доброчинних зусиль білих північан, то відомі сьогодні документальні матеріали свідчать про величезну роль чорних американців у боротьбі за визволення свого народу від рабства, що велася, серед іншого, й словом. Поряд із «білими» виданнями, публікувалася значна кількість неформальних газет (перша, «Фрідом Лжорнад», почала виходити в Нью-Йорку 1827). Аболіціоністські погляди буди вперше чітко сформульовані в памфлеті негра Девіда Вокера «Заклик до кольорових громадян світу», виданому в Бостоні в 1829 та структурованому за зразком Конституції США.
Крім того, очевидні зв'язки аболіціонізму з іншими передовими рухами — як інтелектуально-філософськими (трансценденталізм), так і громадськими (боротьба за жіночу емансипацію). Якщо аболіціонізм білих часто спирався на американські морально-релігійні традиції, втілені, зокрема, у квакерстві та унітаріанстві, то чорні йшли від реальності рабства, навіть коли користувалися конвенційними літературними формами.
Величезна заслуга у пропагуванні ідей аболіціонізму та згуртуванні навколо них широкого кола літераторів належить публіцисту Вільяму Ллойду Гаррісону (1805—1979); газета «Ліберейтор», що він її видавав у 1831—1865 роках, стала головною трибуною руху. Його соратниками були видатний промовець В. Філіпс (1811—1884), проповідник та оратор Теодор Паркер (1810—1860), авторка однієї з перших книжок, спрямованих проти рабовласництва, Л. М. Чайлд (1802—1880), колишній раб, що став пресвітеріанським священиком, Г. Г. Гарет (1815—1882). Усі сили справі аболіціонізму віддавав один із його лідерів, поет Дж. Г. Віттіер (1807—1892). Багато з його яскраво публіцистичних, просякнутих громадянським почуттям творів увійшли до збірки «Голоси свободи» (1846).
Поетичну грань аболіціонізму представляли негри Е. П. Раджерс (1818—1893), Дж. М. Уїтфілд (1822—1871), Дж. Вашон (1824—1878), Дж. М. Симпсон (1820—1876) та ін. Визначною лекторкою була одна з чорних письменниць Ф. Е. Гарпер (1825—1911), яка присвятила значну частину життя антирабовласницькій діяльності. У галузі аболіціоністської прози широко відома Гаррієт Бічер-Стоу (1811—1896), як авторка популярного роману «Хатинка дядька Тома» (1852), який, за висловом Емерсона, «обійшов весь світ». Зважаючи на феноменальний успіх твору та його роль в зміні ставлення багатьох північан до рабовласництва, А. Лінкольн назвав авторку "маленькою жінкою, що розв’язала велику війну. Рабство засуджується в романі з морально-християнських позицій, що спричинило надалі суперечливе ставлення до нього афроамериканської культурної спільноти. Більш реалістично зображує причини та наслідки цього «суто американського феномену» Р. Хілдрет (1807—1865) у повісті «Раб або Нотатки Арчі Мура» (1836), пізніше переробленій у роман «Білий раб або Нотатки втікача» (1852). Паралельно з розкриттям ідей аболіціонізму у традиційних жанрах публіцистики, поезії та прози відбувається становлення оригінального жанру, що стоїть біля витоків афроамериканської літератури, — оповідок рабів.